# Декуль, Жан-Пьер
Жан-Пьер Декуль (фр. Jean-Pierre Decool) — французский политик, сенатор и бывший депутат Национального собрания Франции.

## Биография
Родился 19 октября 1952 г. в г. Бурбур (департамент Нор). По профессии учитель математики. Был членом разнообразным общественных организаций, через которые, в итоге, пришёл в политику. В 1983 г. впервые был избран членом муниципального совета города Брукерк, а в 1990 г. избран мэром города. Впоследствии трижды переизбирался на эту должность. Принимал активное участие в деятельности межобщинных структур: он был основателем и президентом сообщества коммун Кольма в 1993-2002 гг., основателем и президентом Территории фландрских ветряных мельниц в 2005-2008 гг., президентом ассоциации мэров департамента Нор в 1996-2002 гг. В 1993-1997 гг. он также был заместителем депутата Национального собрания Габриеля Деблока.
В 2002 г. Декуль впервые был избран депутатом Национального собрания Франции по 14-му избирательному округу департамента Нор. После этого ещё дважды завоевывал депутатский мандат, причем в 2007 г. сумел победить уже в 1-м туре. В выборах 2017 года участия не принимал.
В сентябре 2017 года Жан-Пьер Декуль возглавил собственный правый список на выборах в Сенат от департамента Нор. Список занял шестое место и завоевал один мандат сенатора, который и достался Декулю.
Не являясь формально членом какой-либо партии, примыкает к правому крылу партии Союз за народное движение (затем Республиканцы). Придерживается консервативных взглядов.

## Занимаемые выборные должности
30.11.1990 — 30.03.2014 — мэр коммуны Брукерк 

28.03.1994 — 29.03.2015 — член Генерального совета департамента Нор

1996 — 2002 — президент Ассоциации мэров департамента Нор

16.06.2002 — 20.06.2017 — депутат Национального собрания Франции от 14-го избирательного округа департамента Нор 

с 01.10.2017 — сенатор Франции от департамента Нор